# عمان الشمالية
عمّان الشمالية: هي الاسم الجامع والتسمية الغالبة لمناطق شمال عمّان، والمناطق الشمالية لعمّان هي ستة مناطق رئيسية وهي كما يأتي:
- منطقة أبو نصير.
- منطقة شفا بدران.
- منطقة طارق، و بما فيها من أحياء : طبربور وأبو عليا والشهيد وغيرها.
- منطقة الجبيهة، و بما فيها من أحياء : الرشيد والجامعة وابن عوف وغيرها.
- منطقة صويلح، و بما فيها من أحياء : الكمالية والرحمانية والبشائر وغيرها.
- منطقة تلاع العلي وأم السماق وخلدا، و بما فيها من أحياء : دابوق وبركة وتلاع الشمالي وغيرها.